# Championnat de Bulgarie de football 1947
Navigation
Saison précédente Saison suivante
La saison 1947 du Championnat de Bulgarie de football était la 23e édition du championnat de première division en Bulgarie. Elle déroule sous forme de coupe à élimination directe en matchs aller et retour.
C'est le PFK Levski Sofia, tenant du titre, qui remporte la compétition en battant en finale le Lokomotiv Sofia (1-1, 1-0). Il s'agit du 5e titre de champion de Bulgarie de l'histoire du Levski, qui réussit même le doublé en battant le Botev Plovdiv en finale de la Coupe de Bulgarie.

## Compétition

### Premier tour
| Équipe 1                  | Résultat | Équipe 2              | Match | Appui1 |
| ------------------------- | -------- | --------------------- | ----- | ------ |
| Republikanets Lom         | 0 - 1    | Lokomotiv Sofia       |       |        |
| TVP Varna                 | 2 - 0    | Angel Kanchev Tryavna |       |        |
| Lyubislav Burgas          | 2 - 3    | FK Spartak Varna      | 2 - 2 | 0 - 1  |
| Hadzhi Slavchev Pavlikeni | 3 - 2    | Slavia Plovdiv        |       |        |
| PFK Levski Sofia T        | 4 - 0    | Ilinden Petrich       |       |        |
| Benkovski Vidin           | 2 - 1    | Lokomotiv Ruse        |       |        |
| FK Spartak Sofia          | 2 - 0    | Marek Dupnitsa        |       |        |
| Levski Plovdiv            | 2 - 1    | Loko Stara Zagora     |       |        |

### Quarts de finale
| Équipe 1                  | Résultat | Équipe 2           |
| ------------------------- | -------- | ------------------ |
| FK Spartak Varna          | 1 - 2    | PFK Levski Sofia T |
| Lokomotiv Sofia           | 3 - 0    | TVP Varna          |
| Hadzhi Slavchev Pavlikeni | 0 - 1    | FK Spartak Sofia   |
| Benkovski Vidin           | 1 - 2    | Levski Plovdiv     |

### Demi-finales
| Équipe 1        | Résultat | Équipe 2           | Aller | Retour |
| --------------- | -------- | ------------------ | ----- | ------ |
| Levski Plovdiv  | 1 - 9    | PFK Levski Sofia T | 0 - 4 | 1 - 5  |
| Lokomotiv Sofia | 6 - 1    | FK Spartak Sofia   | 3 - 1 | 3 - 0  |

### Finale
| Équipe 1           | Résultat | Équipe 2        | Aller | Retour |
| ------------------ | -------- | --------------- | ----- | ------ |
| PFK Levski Sofia T | 2 - 1    | Lokomotiv Sofia | 1 - 1 | 1 - 0  |

## Bilan de la saison
| Championnat de Bulgarie de football 1947 |                             |
| Champion                                 | PFK Levski Sofia (5e titre) |
| Coupes et trophées                       |                             |
| Vainqueur de la Coupe de Bulgarie 1947   | PFK Levski Sofia            |
| Promotions et relégations                |                             |
| Promus en A PFL                          | Aucun                       |
| Relégués en B PFL                        | Aucun                       |